# Pedagogía social
La pedagogía social es la ciencia práctica social y educativa (formal o no formal), que fundamenta, justifica y comprende la normatividad más adecuada para la prevención, ayuda y reinserción de quienes pueden o padecen, a lo largo de toda su vida, deficiencias en la socialización o en la satisfacción de necesidades básicas (resultado de las injusticias sociales) amparadas por los derechos humanos. Es también definida como una disciplina que sistematiza las acciones desarrolladas en la llamada Educación Social, partiendo de la misma como responsable de la producción de efectos de inclusión social, cultural y económica al dotar a los sujetos de los recursos pertinentes para resolver los desafíos de su momento histórico
Ante este hecho la Pedagogía Social busca reivindicar al hombre todos aquellos factores psicosociales a lo que ha sido expuesto, de ser un sujeto pasivo hasta convertirlo en un sujeto activo protagonista de su entorno dotándolo de los medios e instrumentos, donde el educando se sienta y se desarrolle en una sociedad mejor para el logro de sus objetivos.
El tipo de aprendizaje que abarca la pedagogía social se corresponde con aquel resultante de acciones pedagógicas concretas y no con aquel que se produce o podría producirse como resultado de experiencias, acontecimientos o encuentros fortuitos que no persiguen intencionalidad educativa alguna.
La diferencia entre la historia de la educación y la pedagogía, radica en que la primera apareció como acción espontánea y natural, surgiendo después el carácter intencional y sistemático que le da la pedagogía a la educación.
Hoy en día, la participación de la educación en la sociedad recobra importancia. Se pueden observar la importancia de la capacidad educativa de la sociedad, donde organismos internacionales como la UNESCO resguardan y defienden este hecho, tal como se evidencia en dos informes en los que de manera directa e indirecta se impulsa la idea de la sociedad educadora. En el Informe de la Comisión Internacional sobre el Desarrollo de la Educación (Faure et al., 1972), bajo el profundo y sugerente título “Aprender a Ser“, el mismo sustenta sus bases en la poca capacidad de las instituciones educativa antes las respuesta de la sociedad, por lo que el hombre es un autodidacta y se forma empíricamente, mientras que el último Informe de la Comisión Internacional sobre educación para el siglo XXI (Delors, 1996) significa no solo un canto a la capacidad educadora de la sociedad, sino también una estructura en la que se articulan las especificaciones y análisis de los diferentes procesos, factores, vínculos, agentes y exigencias educativas y educadoras de la sociedad actual y de la emergente hacia el siglo XXI.

## Origen de la Pedagogía Social
La Pedagogía Social, como teoría o disciplina científica, es muy moderna. Surgió a fines del siglo XIX con la obra de Paul Natorp y es de carácter estrictamente filosófico.
El desarrollo histórico de la Pedagogía social tiene estrecha vinculación con los precursores o antecesores en la Pedagogía Clásica y sus fundadores o creadores teóricos en la Pedagogía Moderna. Desde Natorp hasta nuestros días.
Sin embargo, es Diesterweg en 1850 quien introduce el término Pedagogía Social Sozialpädagogik”, el cual se ha mantenido hasta nuestros días. La Pedagogía Social ha evolucionado por diferentes etapas; desde su construcción, motivo por el cual muchos autores, la consideran una ciencia relativamente joven. Gracias a la diversidad de sus precursores y aportes heterogéneos, es lo que ha contribuido al desarrollo de la educación y la humanidad.
La pedagogía Social, nace con la Revolución industrial y ha ido evolucionando con la Globalización, de cara a dar respuesta a las nuevas necesidad del mercado laboral, la desigualdad social y la pobreza, tal como señala Radl (1984, p. 28) que, “verdaderamente se entiende el origen de la Pedagogía Social a través de los cambios esenciales en la sociedad tradicional-absolutista hacia una sociedad industrial capitalista”.
Según lo postulado por Caride (2015) los orígenes y evolución de la Pedagogía Social se diferencian varias etapas: La primera corresponde al período que transcurre desde Diesterweg a Natorp; la segunda, al movimiento pedagógicosocial de los años veinte concediendo especial protagonismo a la labor de Nohl y Bäumer; la tercera se inicia después de la Segunda Guerra Mundial, que dio paso a una práctica pedagógico-social que alimentara la discusión científico-teórica; finalmente, a partir de los años setenta la Pedagogía Social entra en la etapa de madurez que conduce a la condición actual. Durante esta última etapa es en la que tomó fuerza el campo social en España; a raíz de esto, el discurso empezaría a centrarse en que la ciencia de la Pedagogía Social estaba establecida en la práctica educativa por la educación social. La razón es que, por naturaleza, la educación es social y debe estar involucrada en todos los aspectos del desarrollo cognitivo, cultural, político y religioso de los individuos miembros de un Estado-comunidad.
El desarrollo en los últimos años de la pedagogía social ha sido una respuesta académica, social y profesional al surgimiento de nuevas necesidades educativas, que la sociedad actual viene demandando. En la actualidad, tanto la Pedagogía social y Educación social se encuentran en construcción. Éstas son concebidas como agente de cambio y dinamización social, que tiene como función, ocuparse de los problemas socioculturales, desde las estrategias de intervención socio-educativa.

## Antecedentes de la Pedagogía Social

### Pedagogía Clásica

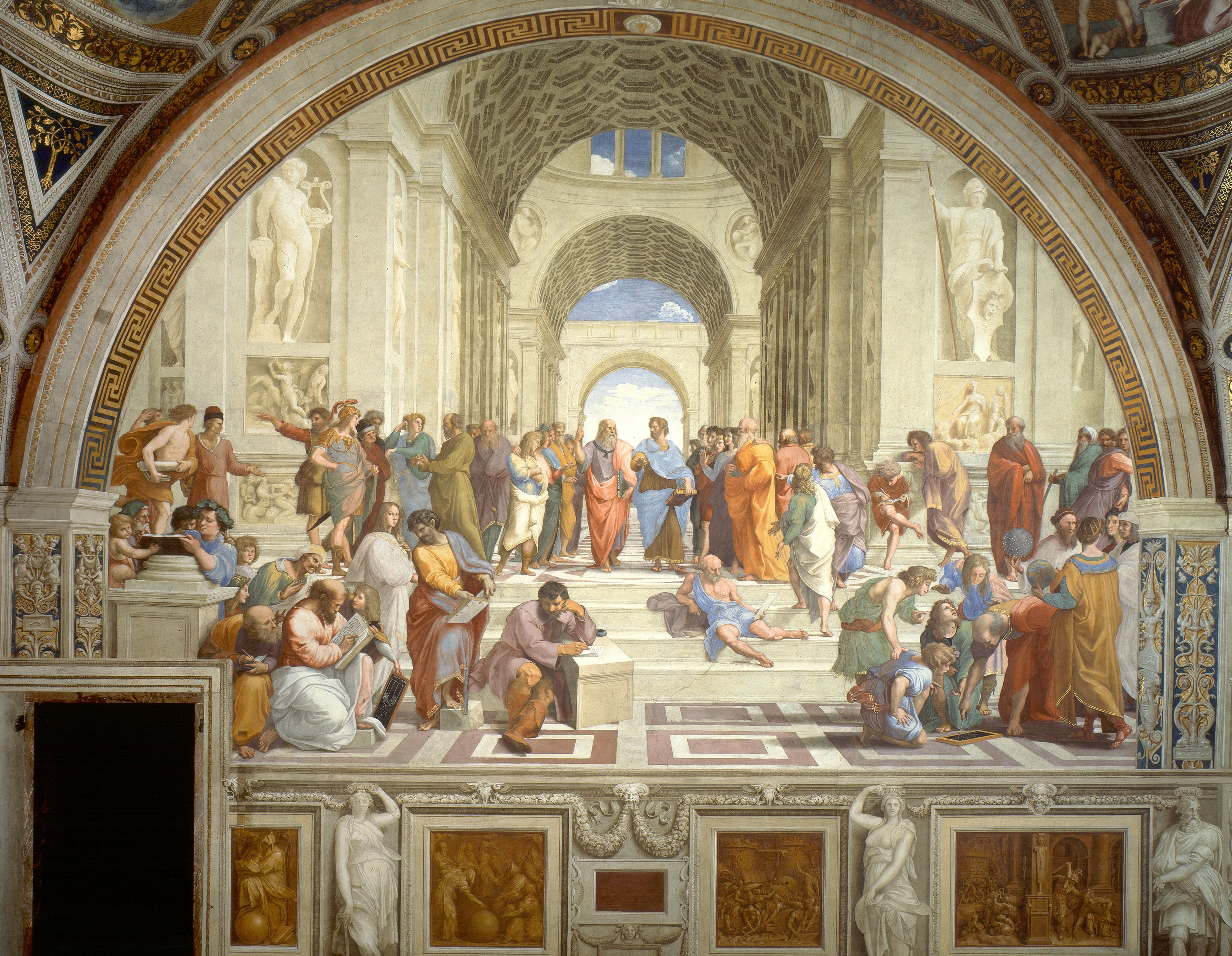
La escuela de Atenas de Rafaello Sancio

La concepción social de la educación inicia con Platón y Aristóteles quienes no establecieron una diferencia entre Sociedad y Estado y por tanto entre pedagogía social y la pedagogía política.
Por una parte Platón dividió la sociedad en tres clases sociales y cada una se regía por su propio sistema educativo.
a) La clase de los trabajadores: Se educan en su acción
b) La clase de los guardianes: Se educan en la gimnástica y la música
c)La clase de los regentes: Se educan en las ciencias y la filosofía
En el caso de Aristóteles, quien se caracterizó por ser realista y conservador, se enfoca más en la educación recibida desde el nacimiento por la Familia hasta la recibida por el Estado.

### Pedagogía Medieval
En la Edad Media no se produjo una teoría social autónoma de la educación ya que toda la vida especulativa se sustentaba en la teología.
Pedagogía Moderna
Destacan los siguientes autores:
Juan Amos Comenio (1592-1670) fue el primero en formular una concepción pedagógica social de carácter místico-humanitario, pide que la educación se extienda a todos los hombres sin importar su clase social.
Johann Heinrich Pestalozzi (1746-1827) llamado el verdadero fundador de la educación social autónoma ya que fue el primero que concibe la educación como una función esencialmente social y humana.
Pestalozzi parte en su educación de la vida doméstica, al igual que Aristóteles la familia era su punto de referencia; señalaba que la educación debe estar constituida por la sociedad civil que es como una prolongación de la familia y cuyo órgano es la escuela popular.

### Pedagogía Contemporánea

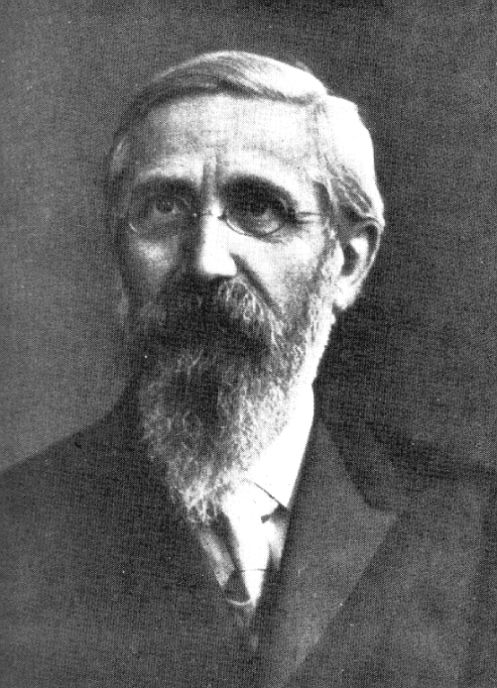
Paul Natrop

La pedagogía social con carácter teórico o científico se inicia con la Pedagogía Social de Paul Natorp (1854-1924) en 1898, es por eso que es considerado como el Padre de la Pedagogía Social.
Natorp seguidor de Kant, fue influenciado por Platón y Pestalozzi, considera que la educación moral que recibe el individuo es la más importante adquisición que puede tener y se aprende a través de las relaciones sociales.
Educación y comunidad, son palabras claves en la conceptualización de Natorp, señala que las condiciones sociales de la educación y las condiciones de la educación social unidas estrechamente forman el tema de la Pedagogía Social.
Natorp identifica un triángulo inseparable en la educación: individuo, comunidad y educación, por lo tanto define el objeto de la Pedagogía Social como la interacción cultura-sociedad y las condiciones educativas de la vida social.
Natorp establece la base de la Pedagogía Social en una serie de elementos básicos, como son, la creación de una conciencia comunitaria, eliminación de las diferencias sociales, la democratización de la educación, entre otros.

## Objeto
El objeto formal de la pedagogía social es el propio de la pedagogía general: el ser educando del hombre, que es la realización práctica de una posibilidad previa, la educabilidad.
El objeto material es el estudio de la fundamentación, justificación y comprensión de la intervención pedagógica en los servicios sociales, mediante los cuales se cumplen las funciones básicas de la pedagogía social: prevención, ayuda y reinserción o resocialización.
Además la pedagogía social como la educación social fijan su atención en la dimensión social, cultural, política, cívica, etc., de quién y con quién actúan, dónde, por qué y para qué lo hacen; es decir, de los contextos y de quienes los protagonizan como sujetos o agentes de una determinada práctica educativa, sin que ello suponga —necesariamente— que sean catalogados como alumnos, estudiantes, destinatarios, usuarios, beneficiarios, clientes, etc. Al hacerlo, la pedagogía social se abona a su caracterización como una ciencia teórico-práctica (praxiológica) que hace uso de estrategias metodológicas que favorezcan la prevención, asistencia, inclusión y reinserción social, tanto de quienes se encuentran en situación de dificultad, vulnerabilidad y/o riesgo social, como de quienes están en situaciones "normalizadas".

## Funciones
Tres son las funciones principales de la pedagogía social:
1.ª. La pedagogía social fundamenta, justifica y comprende la acción preventiva, que es una anticipación, para evitar que los usuarios se disocialicen. En este sentido, la prevención refuerza o compensa.
2ª. La pedagogía social fundamenta, justifica y comprende la ayuda que se ofrece a quienes están en alto riesgo social. Los modos de ayuda son múltiples.
3ª. La pedagogía social fundamenta, justifica y comprende la reinserción, terapia o curación, como remedio a conductas desviadas, como restablecimiento de la conformidad normativa y como corrección.

## Ámbitos
La pedagogía social tiene ámbitos propios: la socialización, la ayuda vital y la ayuda social. Estos ámbitos se han concretado en múltiples áreas como son:
- Educación Ambiental y Educación para el respeto animal
- Gestión Cultural: centros polivalentes, centros cívicos etc.
- Gestión del Patrimonio Cultural, Turístico y Natural.
- Educación infantil, pues hay países en los que esta educación la hacen educadoras sociales y no maestras, al considerarse más función social que docente.
- Ayuda y asistencia a la familia.
- Atención a la juventud: cuidado y trabajo; atención a jóvenes en alto riesgo social: atención a jóvenes delincuentes...
- Centros y residencias para niños y jóvenes disocializados.
- Educación no formal de adultos.
- Atención a colectivos en riesgo social, prestada ordinariamente por los llamados educadores especializados: diversidad funcional,parados,mujeres,etnias,extranjeros,reclusos y ancianos...
- Animación sociocultural.
- Pedagogía laboral y ocupacional.
- Atención a la población marginada demandante de educación, limitada en recursos económicos, con jornadas laborales intersemanales o desertora escolar, sin límite de edad a través de asesores solidarios.

## Relación de la pedagogía y otras ciencias
1. Con la Psicología Social. La primera diferencia entre la Pedagogía Social y la Psicología Social radica en que la primera es un saber psicológico que estudia la conducta social y la segunda un saber pedagógico que investiga y estudia la vertiente educativa de las interrelaciones humanas, es decir, la Educación Social.
Sobre la base de las ideas expuesta señala Taylor y Sears (1997:10); Feldman (1998) citado por Duran y Lara (2011): señala Psicología Social “es el estudio científico de las relaciones entre las personas”. La psicología social desarrolla un conocimiento sistemático acerca de las creencias, los sentimientos y las conductas de las personas, en relación con su medio ambiente social y los efectos que este medio social tiene sobre ellos. Se habla en ellos como de una nueva disciplina, si bien se indica siempre su basamento psicosocial, así como su uso de procedimientos, técnicas, instrumentos y métodos provenientes de la Psicología Social.
   De lo antes expuesto la psicología comunitaria enfrenta los problemas de las comunidades, pero estudia los aspectos subjetivos que contribuyen a una mayor incidencia de las determinaciones, analiza la realidad concreta de vida y la cotidianidad. La comunidad tiene nuevas posibilidades como actora social, construyendo nuevas formas de vida comunitaria. El objeto de estudio es inacabado, en construcción permanente. Exige la coherencia en presupuestos científicos y rigor en los instrumentos para aprehender lo objetivo y subjetivo de las determinaciones sociales. Significando así, un nuevo tipo de intervención y relación de la psicología con la comunidad.

   La Psicología comunitaria a su vez tiene influencia en aquellas políticas sociales que se pueden establecer en un sector, considerando que en nuestro país en esta última década este tema recobra mayor importancia, ya que este es una de las líneas de acción que ha tenido una gran inversión por parte del Estado, por otra parte las personas visualizan como obstáculo para la inserción laboral, además de la desocupación estructural, la falta de experiencia, competencias y de capacitación como dificultad dentro de sus posibilidades para una optar al mundo social de trabajo y son más proclives a incorporarse a trabajos precarios. Anteriormente la "vocación" antes guiaba una trayectoria educativa, hoy, la problemática de la transición escuela-mundo del trabajo, se liga estrechamente con la necesidad de lograr una inserción laboral. 

2. Con la Psicología como ciencia. La Pedagogía tiene una estrecha relación con la psicología puesto que como ciencia estudia la conducta y la psiquis del ser humano en plena actividad, por su parte la pedagogía valora la educación del ser humano pero dentro de ese contexto, se determina su conducta, atención, pensamiento, memoria, imaginación y sentimientos. La didáctica como PRAXIS valora los mecanismos de favorecer el proceso de la atención, pensamiento, memoria, imaginación y sentimientos pero relacionados al campo de la educación.

3. Con la Sociología de la Educación.  La Pedagogía Social tiene una directa conexión con la Sociología en general y con la Sociología de la Educación en particular, a tal punto que suele confundirse, pero se diferencia por su origen: la Pedagogía Social nace en Alemania en 1898 se consolidó con la obra de Hermann Nohl (1870-1960) y la Sociología de la educación nace en Francia y Estados Unidos. Se consolidó con las obras de John Dewey (1859-1952) y Emile Durkheim (1858-1917).
La Pedagogía Social es axiológica y normativa, la Sociología de la educación es descriptiva, interpretativa y explicativa.
La Pedagogía Social tiene como objeto formal la investigación y el estudio de la Educación Social, en instituciones no formales, la Sociología de la Educación no tiene funciones educativas.

4. Con el Trabajo Social. El campo de la Pedagogía Social y el Trabajo Social son los mismos, la diferencia es la intencionalidad.
El Trabajo Social es una actividad pluridisciplinaria, en la que intervienen médicos, psicólogos, sociólogos y pedagogos; como profesión nació en Estados Unidos tras la Primera Guerra Mundial y la depresión de 1929. Se ocupa de niños, jóvenes y adultos, que necesitan asistencia, mientras que la Pedagogía Social lo hace con niños, jóvenes y adultos que necesitan intervención pedagógica.

5. Con la Pedagogía General. La Pedagogía Social no es una ciencia aislada, sino que está en conexión con todas las que se ocupan del hombre y la sociedad. Es Paramétrica, porque su objeto de estudio es únicamente el parámetro o aspecto social.
La Pedagogía General estudia, investiga, justifica y fundamenta el proceso educativo, no distingue entre educación formal, informal y no formal, ni entre educación y heteroeducación, ni entre educación inicial y educación permanente.

6. Con la Filosofía. La Pedagogía Social, guarda relación con la Filosofía, especialmente con la ética, ya que la concepción de la vida y de los ideales humanos sirven de orientación a la sociedad y a su educación, y por tanto, a la Pedagogía social.

7. Con la Historia. La Pedagogía Social, se halla en íntima relación con la Historia, que muestra la evolución de esos ideales y el desarrollo de la cultura en cada época y cada sociedad.

8. Con la Economía y el Derecho. La Pedagogía Social guarda relacionan con la Economía y con el derecho, porque ambas estudian las condiciones materiales y jurídicas de la sociedad, que influyen sobre la educación determinando sus límites y posibilidades en la realidad.